# Toundou
Toundou är en ort i Burkina Faso.   Den ligger i provinsen Bazega Province och regionen Centre-Sud, i den centrala delen av landet, 40 km söder om huvudstaden Ouagadougou. Toundou ligger 333 meter över havet och antalet invånare är 758.
Terrängen runt Toundou är platt, och sluttar norrut. Närmaste större samhälle är Kombissiri, 13,4 km öster om Toundou.
Omgivningarna runt Toundou är en mosaik av jordbruksmark och naturlig växtlighet. Runt Toundou är det ganska tätbefolkat, med 72 invånare per kvadratkilometer.